# محاصره عکا (۱۱۰۴)
محاصره عکا (انگلیسی: Siege of Acre)، در مه ۱۱۰۴ توسط نیروهای متحد اورشلیم و جمهوری جنوا به وقوع پیوست که پس از محاصره ۲۰ روز شهر، سرانجام نیروهای فاطمی شهر عکا تسلیم شدند. پس از تسلیم شدن شهر قریب به ۴ هزار نفر از اهالی شهر توسط نیروهای جنوا به اعدام شدند.